# Баркова, Александра Леонидовна
Алекса́ндра Леони́довна Барко́ва (род. 13 октября 1970, Москва, СССР) — российская исследовательница мифологии, фольклорист, буддолог, писательница, переводчица и коллекционер кимоно. Кандидат филологических наук. Одна из авторов «Энциклопедии для детей», «Энциклопедии литературных произведений», «Энциклопедии мировой литературы», «Энциклопедии сакральной географии», «Мифологической энциклопедии» и «Детской энциклопедии».
Представитель субкультуры толкинистов под именем Альвдис Н. Рутиэн.

## Биография
Родилась 13 октября 1970 года в Москве. Является коренной москвичкой в пятом поколении. Мать — Елена Павловна Баркова, происходит из семьи купцов-староверов, сотрудница в издательстве «Наука». Отец — Леонид Аронович Яковенко, архитектор, в составе авторского коллектива под руководством академика архитектуры Юрия Павловича Платонова участвовал в проекте Палеонтологического музея имени Ю. А. Орлова, лауреат Государственной премии Российской Федерации за 1993 год.
Окончила среднюю школу № 625 и художественную школу № 3 Москвы.
С отличием окончила филологический факультет МГУ имени М. В. Ломоносова, защитив по кафедре общего и сравнительно-исторического языкознания дипломную работу по теме мифологического клише в русских былинах. Ученица Н. И. Толстого. Принимала участие во многих этнолингвистических и фольклорных экспедициях, а также возглавляла буддологические экспедиции в Бурятию.
В 1990—1993 годах преподавала в Школе юного филолога, где читала курс лекций «Николай Рерих. Духовный поиск».
В 1993—2017 годах преподавала мировую мифологию в Институте истории культур «УНИК», где была профессором и заведующей кафедрой культурологии. Основные лекционные курсы посвящены мировой мифологии и универсалиям, славянской мифологии и былинам, буддизму, русской литературе, культуре Японии. Особенностью лекций является яркая экспрессия, активное использование разговорного стиля (так, курс истории русской литературы называется «Русская литература от олдового Нестора до нестарых Олди»).
В 1993—1999 годах — старший преподаватель в Российской академии живописи, ваяния и зодчества.
В 1999—2010 годах — старший научный сотрудник Международного центра Рерихов.
В 2003 году в Российском государственном гуманитарном университете под научным руководством доктора филологических наук, профессора С. Ю. Неклюдова защитила диссертацию на соискание учёной степени кандидата филологических наук по теме «Функции „младших героев“ в эпическом сюжете» (специальность 10.01.09 — фольклористика). Официальные оппоненты — доктор филологических наук Т. А. Михайлова и кандидат филологических наук Э. Г. Рахимова. Ведущая организация — Московский педагогический государственный университет.
Член редакционного совета научного журнала Caucasus philologia, издаваемого Северокавказским научно-исследовательским Центром общего и сравнительного литературоведения при Пятигорском государственном (лингвистическом) университете.
Принимала участие в передачах «Русский негероический эпос. Былины» и «Мифы о русской мифологии» в программе «Academia» на телеканале «Культура».

## Исследовательские взгляды
По мнению Барковой («Введение в мифологию», 2019), миф строится на восприятии реальности, в свою очередь построенной на эмоциях, и является глубоко субъективным, но одновременно также общественным феноменом. Касаясь мифологии народов мира и трансформации мифов, Баркова писала, что внутренняя структура и наполнение образов сохраняется, но то, что для племен было священным, позднее становится штампом. Основу мифологического восприятия составляет разделение мира на две части, включая окружающее пространство — «мир людей», и некий «иной мир». Часто главным персонажем произведения становится принадлежащий к иному миру или примкнувший к нему.
С опорой на проведённое в 2002 году исследование, Баркова (в статье 2003 года) писала, что архаизированность мировосприятия толкиенистов значительно выше, чем у любых других представителей современного общества. По мнению Барковой, творчество Толкиена актуализировало архаическое мышление также в осмыслении событий «реальной» жизни. Баркова делает отсылку к теории «сопричастия» Люсьена Леви-Брюля. Знаком вступления в любое ритуализированное сообщество выступает принятие нового имени; в рамках мифологически мыслящей культуры одной из основных форм сопричастия является сопричастие живого человека его давно умершему предку; то же происходит в толкиенистской среде, что является отправной точкой для большинства молодых людей, которые приходят в данную субкультуру с именем конкретного персонажа Толкиена. Баркова писала о присущей данной субкультуре оппозиции символизация — десимволизация, которая упрощенно представляется как эльфы — люди.

## Критика
Исследователь мифов Александр Иликаев (2016) назвал лекцию А. Барковой в рамках проекта «Открытая лекция» на телеканале «Культура» (март 2012 года) «печально известной», «полной неуместных комментариев» и чересчур сосредоточенной на развенчании «Велесовой книги» (и без того давно развенчанной). Иликаев писал: «Но наиболее смехотворно пристрастие Барковой к трудам академиков Н. Толстого и Б. Рыбакова. (…) Острие критики Барковой направлено против реконструкции Иванова и Топорова мифа о борьбе Перуна и Велеса. Подтасовки начинаются с первой же фразы. (…) Оказывается, что вся система доказательств Барковой отличается не меньшей, а скорее большей, чем у Иванова и Топорова, гипотетичностью и не может претендовать на роль последнего слова науки».
В 2019 году в журнале «Знамя» опубликована рецензия на книгу Барковой «Исполин. Подросток. Регресс: Три лекции о мифологических универсалиях», в которой рецензент задавался вопросами о научном методе и чрезмерной увлеченности автора собственной идеей, которая всюду видит следы собственной концепции.
Историк искусства Софья Багдасарова в своём блоге («Живой Журнал») отметила низкое качество книги Барковой «Славянские мифы» (М., Манн, Иванов и Фербер, 2022). Критик полагала, что ошибки или некорректные высказывания встречаются «почти на каждой странице». В книге нет аппарата ссылок, упоминаются В. Я. Пропп и Б. А. Рыбаков, но с искажением смысла их высказываний; нет упоминания более современных исследователей.
В 2024 году в той же серии вышла ее книга «Мифология Толкина» (М.: Манн, Иванов и Фербер, 2024), ранее издававшаяся в 2014 году под названием «Симфония Илуватара» и подписанная ролевым псевдонимом Альвдис Рутиэн. Книгу подвергнут резкой критике толкиновед, переводчик, антрополог и религиовед Андрей Строцев в статье на портале «Горький». Согласно его рецензии, Баркова путает сцены из книги и экранизации, отсутствующие в оригинале, слишком часто «прибегает к методу свободных ассоциаций и находит „источники“ тех или иных образов Толкина абсолютно повсюду», слишком увлекается задорновщиной при объяснении географических названий и занимается самовозвеличиванием российских ролевиков.

## Научные труды
Основные книги: «Славянские мифы: от Велеса и Мокоши до птицы Сирин и Ивана Купалы» (лауреат премии "Выбор читателей 2022 года, самая популярная книга по мифологии в 2024 году), «Славянские мифы для детей» в соавторстве с Надеждой Мирошиной (лауреат премии «Выбор читателей 2024 года»), «Зельеварение на Руси» (финалист премии «Выбор читателей 2023 года»), «Мифология Толкина» (финалист премии «Выбор читателей 2024 года»), «Введение в мифологию».

### Книги и брошюры
- Баркова А. Л. Мифология. Авторская программа. М.: УНИК, 1998.
- Альвдис Н. Рутиэн (Баркова А. Л.). Все тайны мира Толкина. Симфония Илуватара. — М.: Алгоритм, 2014. — 223 с. — (Анатомия мифа). — ISBN 978-5-4438-0950-2.
- Баркова А. Л. Введение в мифологию. — М.: Рипол Классик, 2018. — 527 с. — (Лекции PRO. Мировая мифология). — ISBN 978-5-386-10524-2.
- Баркова А. Л. Мировая мифология. — М.: Рипол Классик, 2019. — 528 с. — (Лекции PRO).
- Баркова А. Л. Сотворение мира. Богиня-Мать. Бог Земли. Бессмертная Возлюбленная: Четыре лекции о мифологических универсалиях. — М.: Рипол Классик, 2018. — 195 с. — (Лекции PRO-mini). — ISBN 978-5-386-13322-1.
- Баркова А. Л. Подросток. Исполин. Регресс: Три лекции о мифологических универсалиях. — М.: Рипол Классик, 2019. — (Лекции PRO-mini).

### Энциклопедии
Энциклопедия для детей
- Баркова А. Л. Буддизм Тибета // Энциклопедия для детей: Религии мира. Т. 1. М.: Аванта+, 1996.
- Баркова А. Л. Верования древних славян // Энциклопедия для детей: Религии мира. Т. 1. М.: Аванта+, 1996. С. 255—278

Энциклопедия литературных произведений
- Баркова А. Л. Алпамыш // Энциклопедия литературных произведений / Сост. и науч. ред. д-р искусствоведения С. В. Стахорский; под ред. С. В. Стахорского. — М.: Вагриус, 1998. — С. 16. — 654 с. (Литературные энциклопедии) ISBN 5-7027-0825-3
- Баркова А. Л. Беовульф // Энциклопедия литературных произведений / Сост. и науч. ред. д-р искусствоведения С. В. Стахорский; под ред. С. В. Стахорского. — М.: Вагриус, 1998. — С. 36—37. — 654 с. (Литературные энциклопедии) ISBN 5-7027-0825-3
- Баркова А. Л. Гильгамеш // Энциклопедия литературных произведений / Сост. и науч. ред. д-р искусствоведения С. В. Стахорский; под ред. С. В. Стахорского. — М.: Вагриус, 1998. — С. 112—113. — 654 с. (Литературные энциклопедии) ISBN 5-7027-0825-3
- Баркова А. Л. Веды // Энциклопедия литературных произведений / Сост. и науч. ред. д-р искусствоведения С. В. Стахорский; под ред. С. В. Стахорского. — М.: Вагриус, 1998. — 654 с. (Литературные энциклопедии) ISBN 5-7027-0825-3
- Баркова А. Л. Гэсэр // Энциклопедия литературных произведений / Сост. и науч. ред. д-р искусствоведения С. В. Стахорский; под ред. С. В. Стахорского. — М.: Вагриус, 1998. — С. 124—125. — 654 с. (Литературные энциклопедии) ISBN 5-7027-0825-3
- Баркова А. Л. Калевала // Энциклопедия литературных произведений / Сост. и науч. ред. д-р искусствоведения С. В. Стахорский; под ред. С. В. Стахорского. — М.: Вагриус, 1998. — С. 219—220. — 654 с. (Литературные энциклопедии) ISBN 5-7027-0825-3
- Баркова А. Л. Кудруна // Энциклопедия литературных произведений / Сост. и науч. ред. д-р искусствоведения С. В. Стахорский; под ред. С. В. Стахорского. — М.: Вагриус, 1998. — 654 с. (Литературные энциклопедии) ISBN 5-7027-0825-3
- Баркова А. Л. Манас // Энциклопедия литературных произведений / Сост. и науч. ред. д-р искусствоведения С. В. Стахорский; под ред. С. В. Стахорского. — М.: Вагриус, 1998. — С. 276—277. — 654 с. (Литературные энциклопедии) ISBN 5-7027-0825-3
- Баркова А. Л. Махабхарата // Энциклопедия литературных произведений / Сост. и науч. ред. д-р искусствоведения С. В. Стахорский; под ред. С. В. Стахорского. — М.: Вагриус, 1998. — С. 284—286. — 654 с. (Литературные энциклопедии) ISBN 5-7027-0825-3
- Баркова А. Л. Океан сказаний // Энциклопедия литературных произведений / Сост. и науч. ред. д-р искусствоведения С. В. Стахорский; под ред. С. В. Стахорского. — М.: Вагриус, 1998. — 654 с. (Литературные энциклопедии) ISBN 5-7027-0825-3
- Баркова А. Л. Панчатантра // Энциклопедия литературных произведений / Сост. и науч. ред. д-р искусствоведения С. В. Стахорский; под ред. С. В. Стахорского. — М.: Вагриус, 1998. — 654 с. (Литературные энциклопедии) ISBN 5-7027-0825-3
- Баркова А. Л. Парцифаль // Энциклопедия литературных произведений / Сост. и науч. ред. д-р искусствоведения С. В. Стахорский; под ред. С. В. Стахорского. — М.: Вагриус, 1998. — 654 с. (Литературные энциклопедии) ISBN 5-7027-0825-3
- Баркова А. Л. Песнь о Нибелунгах // Энциклопедия литературных произведений / Сост. и науч. ред. д-р искусствоведения С. В. Стахорский; под ред. С. В. Стахорского. — М.: Вагриус, 1998. — С. 359. — 654 с. (Литературные энциклопедии) ISBN 5-7027-0825-3
- Баркова А. Л. Песнь о Хильдебранде // Энциклопедия литературных произведений / Сост. и науч. ред. д-р искусствоведения С. В. Стахорский; под ред. С. В. Стахорского. — М.: Вагриус, 1998. — С. 361. — 654 с. (Литературные энциклопедии) ISBN 5-7027-0825-3
- Баркова А. Л. Пополь-Вух // Энциклопедия литературных произведений / Сост. и науч. ред. д-р искусствоведения С. В. Стахорский; под ред. С. В. Стахорского. — М.: Вагриус, 1998. — С. 381—382. — 654 с. (Литературные энциклопедии) ISBN 5-7027-0825-3
- Баркова А. Л. Похищение Быка из Куальнге // Энциклопедия литературных произведений / Сост. и науч. ред. д-р искусствоведения С. В. Стахорский; под ред. С. В. Стахорского. — М.: Вагриус, 1998. — С. 387. — 654 с. (Литературные энциклопедии) ISBN 5-7027-0825-3
- Баркова А. Л. Рамаяна // Энциклопедия литературных произведений / Сост. и науч. ред. д-р искусствоведения С. В. Стахорский; под ред. С. В. Стахорского. — М.: Вагриус, 1998. — С. 416—417. — 654 с. (Литературные энциклопедии) ISBN 5-7027-0825-3
- Баркова А. Л. Теогония // Энциклопедия литературных произведений / Сост. и науч. ред. д-р искусствоведения С. В. Стахорский; под ред. С. В. Стахорского. — М.: Вагриус, 1998. — 654 с. (Литературные энциклопедии) ISBN 5-7027-0825-3
- Баркова А. Л. Тристан и Изольда // Энциклопедия литературных произведений / Сост. и науч. ред. д-р искусствоведения С. В. Стахорский; под ред. С. В. Стахорского. — М.: Вагриус, 1998. — 654 с. (Литературные энциклопедии) ISBN 5-7027-0825-3
- Баркова А. Л. Шукунтала // Энциклопедия литературных произведений / Сост. и науч. ред. д-р искусствоведения С. В. Стахорский; под ред. С. В. Стахорского. — М.: Вагриус, 1998. — 654 с. (Литературные энциклопедии) ISBN 5-7027-0825-3
- Баркова А. Л. Эдда // Энциклопедия литературных произведений / Сост. и науч. ред. д-р искусствоведения С. В. Стахорский; под ред. С. В. Стахорского. — М.: Вагриус, 1998. — С. 559—561. — 654 с. (Литературные энциклопедии) ISBN 5-7027-0825-3
- Баркова А. Л. Энума элиш // Энциклопедия литературных произведений / Сост. и науч. ред. д-р искусствоведения С. В. Стахорский; под ред. С. В. Стахорского. — М.: Вагриус, 1998. — 654 с. (Литературные энциклопедии) ISBN 5-7027-0825-3

Энциклопедия мировой литературы
- Баркова А. Л. Энциклопедия мировой литературы. СПб., 2000.

Детская энциклопедия
- Баркова А. Л. Образ человека в искусстве // Детская энциклопедия. Том «Человек», 2000.

Энциклопедия сакральной географии
- Баркова А. Л. Гластонбери // Энциклопедии сакральной географии / Сост. Д. В. Громов. — Екатеринбург: Ультра. Культура, 2005. — С. 302—304. — 648 с. : ил. — ISBN 5-9681-0023-0.
- Баркова А. Л. Карфаген // Энциклопедии сакральной географии / Сост. Д. В. Громов. — Екатеринбург: Ультра. Культура, 2005. — С. 552—554. — 648 с. : ил. — ISBN 5-9681-0023-0.
- Баркова А. Л. Кумская пещера // Энциклопедии сакральной географии / Сост. Д. В. Громов. — Екатеринбург: Ультра. Культура, 2005. — С. 289—291. — 648 с. : ил. — ISBN 5-9681-0023-0.
- Баркова А. Л. Тассили-Адджер // Энциклопедии сакральной географии / Сост. Д. В. Громов. — Екатеринбург: Ультра. Культура, 2005. — С. 555—557. — 648 с. : ил. — ISBN 5-9681-0023-0.
- Баркова А. Л. Тинтажель // Энциклопедии сакральной географии / Сост. Д. В. Громов. — Екатеринбург: Ультра. Культура, 2005. — С. 300—301. — 648 с. : ил. — ISBN 5-9681-0023-0.
- Баркова А. Л. Флоренция Медичи // Энциклопедии сакральной географии / Сост. Д. В. Громов. — Екатеринбург: Ультра. Культура, 2005. — С. 291—292. — 648 с. : ил. — ISBN 5-9681-0023-0.
- Баркова А. Л. Шамбала // Энциклопедии сакральной географии / Сост. Д. В. Громов. — Екатеринбург: Ультра. Культура, 2005. — С. 478—479. — 648 с. : ил. — ISBN 5-9681-0023-0.

Мифологическая энциклопедия
- Баркова А. Л. Друиды // Мифологическая энциклопедия. М., 2008.

### Статьи
- Баркова А. Л. Проблема глубины корней эпоса и воспроизводимости архаического клише в поэпическое время (Тезисы.) // Сборник «Язык, литература, культура: Традиции и инновации» М., 1993
- Баркова А. Л. Отличительные черты архаических героев в эпических традициях различных народов // Актуальные проблемы языкознания и литературоведения. — М., 1994. — С. 60—65
- Баркова А. Л. Образ хромого кузнеца в мифологии // Тезисы. 1994 год. В печати в сборнике работ преподавателей Института истории культур
- Баркова А. Л. «Реализм… доходящий до фантастического» // «Образ 'маленького человека' в литературе». 1995
- Баркова А. Л. Невостребованное чувство // Пьесы начала XX века/ ред. А. Л. Баркова. — М.: Наука, 1995. — 470 с. — (Школьная академия) ISBN 5-02-012232-7 Тираж: 5000 экз.
- Баркова А. Л. Структура архаического поединка в русских былинах и западноевропейском эпосе // Древняя Русь и Запад: Научная конференция. Книга резюме. — М., 1996. — С. 67—69
- Баркова А. Л. Четыре поколения эпических героев // Человек, 1996. № 6. — С. 41—51, 1997, № 1, С. 57—69.
- Баркова А. Л. От короля Лира к товарищу Сухову // Человек, 1998. № 2.
- Баркова А. Л. Калевала: слово заменяет действие // Слово как действие. — М., 1998. — С. 3—5
- Баркова А. Л. Китайская поэзия и китайская живопись: Путь от чиновника к отшельнику // Искусство как способ познания. Материалы конференции. М., 1998
- Баркова А. Л. Рерихи и буддизм (Статья на основе доклада на Международной рериховской конференции, МЦР, 1999; опубликована в Материалах конференции (2000) и журнале «Новая Эпоха», 1999)
- Баркова А. Л. Роль оленя в мифологическом универсуме // Тезисы для Рериховских чтений; Институт востоковедения, 2000 год. В печати в сборнике работ преподавателей Института истории культур
- Баркова А. Л. Национальные образы мира. 2000 // www.niworld.com.
- Баркова А. Л. Живой огонь — от мифологии к науке (в печати в научном сборнике УНИК, 2000 год.)
- Баркова А. Л. «Шлейф, забрызганный звёздами»: мифологические универсалии в современной живописи космистов // Человек, 2001. № 4.
- Баркова А. Л. Буддийская живопись в собрании Международного центра Рерихов // Рерих Ю. Н. Тибетская живопись. М., МЦР, 2001.
- Баркова А. Л. Семиотика цвета: синий // Тезисы, 2002 год. В печати в сборнике работ преподавателей Института истории культур
- Баркова А. Л. Женщина с воздетыми руками: мифологические аспекты семантики образа // Тезисы для конференции «Образ женщины в традиционной культуре», МГУ, 2002 год. Опубликовано в одноименном сборнике
- Баркова А. Л. Врата в культуру Тибета (статья о книге «Тибетская живопись»; опубликована в журнале «Культура и время». 2002.)
- Баркова А. Л. Ю. А. Новиков «Сказитель и былинная традиция» [рецензия] // Живая старина. — 2002. — № 3. — С. 59—60
- Баркова А. Л. Новый Год: символика современного ритуала // Человек. 2002. № 1.
- Баркова А. Л. Мифологема Сталина // Маленькое эссе, 2003 год. В печати в сборнике работ преподавателей Института истории культур
- Баркова А. Л. Толкинисты: архаическая субкультура в центре мегаполиса // Человек. — 2003. — № 5. — С. 58—74. — ISSN 02362007.
- Баркова А. Л. Толкиенистская субкультура глазами мифолога // Человек. 2003. № 5
- Баркова А. Л. Опыт унификации передачи орфографии и грамматики эльфийских языков средствами русского языка (работа опубликована в серии «Толкин и его миры», 2003)
- Баркова А. Л. «Звезда Запада» Андрея Мартьянова (Предисловие в последних публикациях романа А. Л. Мартьянова, 2003)
- Баркова А. Л., Кувшинова Е. А. Феномен романа «Властелин колец» // После пламени: Сборник. — М.: АСТ; СПб.: Северо-Запад Пресс, 2004. — 439 с. (Толкин и его миры) ISBN 5-17-022080-4, ISBN 5-93699-178-4 Тираж: 5000 экз. (Приложение первое. Ось и антиось; Приложение второе. Типы мифологического мышления и формы их воплощения; Приложение третье. Око Саурона)
- Баркова А. Л. Мифологические универсалии в тибетской иконографии // Человек и природа в культурной традиции Востока. М., 2004.
- Баркова А. Л. Неземные миры в изображениях художников // Земля и Вселенная. 2004. № 4. С. 97—100.
- Баркова А. Л. Религиозный опыт традиционных культур как школа энергетического взаимодействия с миром // Космическое мировоззрение новое мышление XXI века: материалы Междунар. науч.-обществ. конф. 2003. В 3 т. МЦР. М.: Международный центр Рерихов, 2004. Т. 2. № 2. С. 415—419.
- Баркова А. Л. Символика знака Знамени Мира (Статья на основе доклада на Международной Рериховской конференции, МЦР, 2005; опубликована в Материалах конференции (в печати) и в журнале «Культура и время», 2005, № 3)
- Баркова А. Л. Толкинистские тексты как современное преломление эпической традиции // Caucasus philologia. 2006. № 1.
- Баркова А. Л. Гуннар в змеином рву: исландско-осетинская параллель // Материалы конференции «Б. А. Алборов и проблемы кавказоведения». Владикавказ, 2006.
- Баркова А. Л. Буддийская мифология: уровни символики // Труды Объединённого научного центра проблем космического мышления. 2007. Т. 1. С. 498—533.
- Баркова А. Л. О некоторых необычных параллелях к осетинскому нартскому эпосу // Материалы Международного конгресса молодых учёных «Перспектива». Нальчик, 2007.
- Баркова А. Л. Толкинисты: пятнадцать лет развития субкультуры // Молодёжные субкультуры Москвы / Сост. Д. В. Громов, отв. ред. М. Ю. Мартынова. — М.: ИЭА РАН, 2009. — С. 297—321. — 544 с. ISBN 5-201-14594-9 Тираж 500
- Баркова А. Л. Хотэй — похождения весёлого бога // Наука и религия. 2009. № 8.
- Баркова А. Л. Жизнь как произведение искусства: японские куртизанки // Человек. 2012. № 3. С. 149—165 (копия)
- Баркова А. Л. Феномен Толкиена // Альвдис Н. Рутиэн (Баркова А. Л.) Все тайны мира Толкина. Симфония Илуватара. — М.: Алгоритм, 2014. — 223 с. (Анатомия мифа) ISBN 978-5-4438-0950-2

### Переводы
- Рерих Ю. Н. Тибетская живопись. / Пер. с англ. А. Л. Барковой. — М.: Международный центр Рерихов: Мастер-банк, 2001. — 215 с. ISBN 5-86988-026-2 (Дипломант конкурса АСКИ «Лучшие книги 2001 года»)
- Рерих Ю. Н. Буддизм и культурное единство Азии. / Пер. с англ. А. Л. Барковой. — М.: Международный центр Рерихов: Мастер-банк, 2002. — 127 с. ISBN 5-86988-121-8
- Рерих Ю. Н. По тропам Срединной Азии. М.: МЦР, 2010
- Рерих С. Н. Искусство долины Кулу

## Публицистика
- Баркова А. Л. Рыцари Духа (статья, 1998)
- Баркова А. Л. Дыхание Космоса (Опубликовано в качестве предисловия в буклете «О. Высоцкий. Дыхание Космоса» и в газете «Левша». 1998.)
- Баркова А. Л. Человек и Космос // газета «Левша». 1999.
- Баркова А. Л. Синтез культур и литература фэнтези (тезисы, 2000)
- Баркова А. Л. Грезы о прошлом // газета «Наш изограф». 2000.
- Баркова А. Л. Моисей Фейгин. Мрачная ирония арлекина // газета «Наш изограф». 2000.
- Баркова А. Л. Мифология в современной жизни, или Гюльчатай, открой личико! // газета «Азербайджан, XXI век». 2000.
- Баркова А. Л. Сквозь времена и поколения (опубликовано в интернет-газете, 2000)
- Баркова А. Л. Сказка об Италии (опубликовано в интернет-газете, 2000)
- Баркова А. Л. Из Серебряного века — в двадцать первый! (о книге Л. В. Шапошниковой «Тернистый путь Красоты». 2000 год)
- Баркова А. Л. Юбилей как повод для клеветы // «Российская газета», 16.08.2002.
- Баркова А. Л. Прикосновение к тайне // Каталог выставки «Неземные миры земных художников», 2003.

## Художественное творчество
Художественные произведения, независимо от их тематики, подписывает как «Альвдис Н. Рутиэн»: Большинство написаны по мотивам мира Дж. Р. Р. Толкина, цикл «Холодные камни Арнора» рассматривается критикой как один из наиболее достойных примеров произведений о мире Толкина, написанных по-русски.
- После пламени: Сборник. — М.: АСТ; СПб.: Северо-Запад Пресс, 2004. — 439 с. (Толкин и его миры) ISBN 5-17-022080-4 (в соавт. с Тэссой Найри)
- «Между»
  - Альвдис Н. Рутиэн Чаша любви. Битвы и измены. М.: Вече, 2014. — 479 с. (Любовное фэнтези) ISBN 978-5-4444-2115-4
  - Альвдис Н. Рутиэн Чаша любви. Чары. — М.: Вече, 2014. — 287 с. (Любовное фэнтези) ISBN 978-5-4444-2116-1
  - Альвдис Н. Рутиэн Чаша любви. Возвращения. — М.: Вече, 2014. — 318 с. (Любовное фэнтези).; ISBN 978-5-4444-2117-8
- Альвдис Н. Рутиэн «Некоронованный». М.: Алькор Паблишерс, 2017 (Из цикла «Холодные камни Арнора») ISBN 978-5-906099-60-0
- Альвдис Н. Рутиэн «Гондору не нужен Король». М.: Алькор Паблишерс, 2018 (Из цикла «Холодные камни Арнора») ISBN 978-5-906099-92-1
- Альвдис Н. Рутиэн «Между» М.: РИПОЛ-Классик, 2020 ISBN

978-5-386-13615-4
- Альвдис Н. Рутиэн «Эльф среди людей». Таганрог: Нюанс, 2021 (Из цикла «Холодные камни Арнора») ISBN 978598517517-2

## Коллекция «Тысяча и одно кимоно»
Коллекция насчитывает несколько сотен предметов декоративно-прикладного искусства Японии XVIII—XXI веков, также живописные свитки (эмакимоно и какэмоно), в том числе представителей школы Кано.
С 2008 года выставки коллекции прошли в Москве, Санкт-Петербурге, Киеве, Одессе, Екатеринбурге, Новосибирске, Иркутске, Оренбурге, Белгороде, Кирове, Вологде, Ижевске, Рязани и ряде других городов России.